# Dumpy's Rusty Nuts
Dumpy's Rusty Nuts (o DRN) sono un gruppo hard rock, fondato nel 1981 a Londra.
I Dumpy's Rusty Nuts sono una biker rock band in tutti i sensi; non solo suonano una sorta di rumoroso, pesante, boogie rock, ma il cantante e chitarrista Graham "Dumpy" Dunnell aveva addirittura gestito un'officina per motociclette prima di intraprendere l'attività di musicista. Il trio durante la carriera ha visto numerosi cambi di formazione, al quale sopravvisse solo Graham "Dumpy" Dunnell, leader e fondatore del progetto.

## Storia
La prima esperienza di Graham "Dumpy" Dunnell nel mondo della musica si presentò negli anni settanta in una pub rock band chiamata Borzoi, che però non riuscì a sopravvivere all'esplosione del punk rock avvenuta nella seconda metà del decennio; successivamente raggiunse una band new wave sullo stile di Elvis Costello dal nome di the Rivvits, prima di cambiare completamente direzioni musicali. Nel 1981, Dunnell formò una blues/boogie rock band chiamata Dumpy's Dirt Band; poco dopo cambiarono nome nel definitivo Dumpy's Rusty Nuts con l'entrata del bassista Mac McKenzie ed il batterista Chris Hussey. Nel giugno 1982, i Dumpy's Rusty Nuts pubblicarono il loro singolo di debutto, Just for Kicks, che divenne una hit heavy metal dal moderato successo nel Regno Unito. In questo periodo Mac McKenzie annunciò l'abbandono per raggiungere la sua vecchia band, e più tardi diventò manager dei Thunder.
Venne sostituito da Jeff Brown, che apparve nel singolo successivo, Boxhill or Bust, il quale divenne un inno per i motociclisti britannici. In questa occasione furono costretti dai dj della BBC a cambiare titolo in Dumpy's Rusty Bolts per assicurarsi la diffusione radiofonica, visto che questi considerarono troppo volgare il loro nome originale ("Dumpy's Rusty Nuts" significa "i coglioni arrugginiti di Dumpy"). Entrambi i singoli vennero distribuiti da una piccola etichetta discografica dei The Blues Band, la Cool King, mentre il loro successivo tour fu proprio da supporto ai the Blues Band (gruppo fondato dall'ex cantante dei Manfred Mann Paul Jones) il quale consolidò la loro popolarità. Da questo periodo, il ruolo di bassista venne assegnato al nuovo entrato Kerry Longford, dando inizio al frequente cambio di componenti che accompagnerà la formazione per gran parte della loro carriera. Nel 1984 si presentò un contrattempo quando la loro etichetta annunciò la bancarotta. L'annunciato EP Rock the Nation, contenente le tracce "Rock The Nation", "Nothing To Lose", e "Hot Lover", non emerse mai nel panorama commerciale, benché alcune copie vennero diffuse tempo dopo.
Nel 1984 i Dumpy's Rusty Nuts realizzarono il loro album di debutto che sarà un doppio live album, Somewhere in England (contenente i primi due singoli), è stato registrato al Marquee Club di Londra, prima di intraprendere i relativi tour di supporto.
Il 1º Giugno 1985 la band apre per i Venom per la loro ultima data del "The 7 Date Of Hell Tour" all'Hammersmith Odeon di Londra.
Dal 1985 la formazione accolse la nuova recluta Mark Brabbs, ex batterista della NWOBHM band Tank. L'album successivo, Hot Lover, vide la luce nel 1985. Nel primo 1986 Brabbs e Langford annunciarono però la dipartita, venendo sostituiti rispettivamente dal batterista Mick Kirton e dal bassista Alan Fish.
Comunque la formazione del gruppo rimase sempre instabile; il bassista Alan Davey ed il batterista Danny Thompson, provenienti dagli Hawkwind, ricompletarono provvisoriamente il trio, mentre Fish prese parte ad un altro progetto. In questa occasione venne arruolato per un breve periodo anche il secondo chitarrista Mick Grafton, mentre un altro bassista, Graham Le Mon, subentrò nel 1987, quando abbreviarono il loro nome in DRN. Sotto questo titolo venne pubblicato il terzo album Get Out on the Road, che vedeva come ospite il leader degli Hawkwind Dave Brock. Kirton successivamente entrò proprio tra le file degli Hawkwind. In occasione di alcune date britanniche nel 1988, Dumpy si servì nuovamente dei servizi del batterista degli Hawkwind Alan Davey. Dopo quest'album la loro attività diminuì sensibilmente, e la loro sezione ritmica subì svariati cambi, nonostante fossero rimasti attivi nel circuito live. Nel 1991 pubblicarono come singolo la reinterpretazione dei Jo Jo Gunne Run, Run, Run. Nel 1995, la formazione si stabilizzò con il bassista Martin Connolly ed il batterista Andy Smith, continuando tutt'oggi a suonare nei festival per motociclisti attorno al Regno Unito.
A partire dal 2010, la band si esibisce ancora in piccoli locali, festival musicali e motoraduni in tutta Europa. La band è stata in tour insieme a molte band tra cui Hawkwind, Motörhead e Status Quo.

## Formazione

### Formazione attuale
- Graham "Dumpy" Dunnell - voce, chitarra, tastiere (1981-oggi)
- Pete Surgey - basso
- Andy Smith - batteria (1995-oggi)

### Ex componenti (parziale)
- Mac McKenzie - basso (1981-82)
- Chris Hussey - batteria (1981-82)
- Jeff Brown - basso (1982-83)
- Kerry Langford - basso (1983-86)
- Mark Brabbs - batteria (1985-86)
- Alan Fish - basso (1986-??)
- Mick Kirton - batteria (1986-??)
- Mick Grafton - chitarra
- Graham Le Mon - basso (1987)
- Jim Houghton - basso
- Martin Connolly - basso (1995-??)
- Alan Davey - basso (turnista)
- Danny Thompson - batteria (turnista)

## Discografia

### Album in studio
- 1986 Hot Lover
- 1987 Get Out of The Road

### EP
- 1984 Rock the Nation

### Live
- 1984 Somewhere in England

### Singoli
- 1982 Just for Kicks
- 1982 Boxhill of Bust
- 1991 Run, Run, Run